# Самара Вівінг
Самара Вівінг (англ. Samara Weaving; нар. 23 лютого 1992, Аделаїда, Австралія) — австралійська акторка і фотомодель.

## Біографія
Народилася 23 лютого 1992 року в Аделаїді, Австралія. Її батько — Саймон Вівінг, брат відомого актора Г'юго Вівінга. У Самари є сестра Морган. У дитинстві сім'я жила в Сінгапурі, Фіджі та Індонезії. Вівінг з родиною переїхала до Канберри у 2005 році, де вона відвідувала Канберрську жіночу гімназію.

## Кар'єра

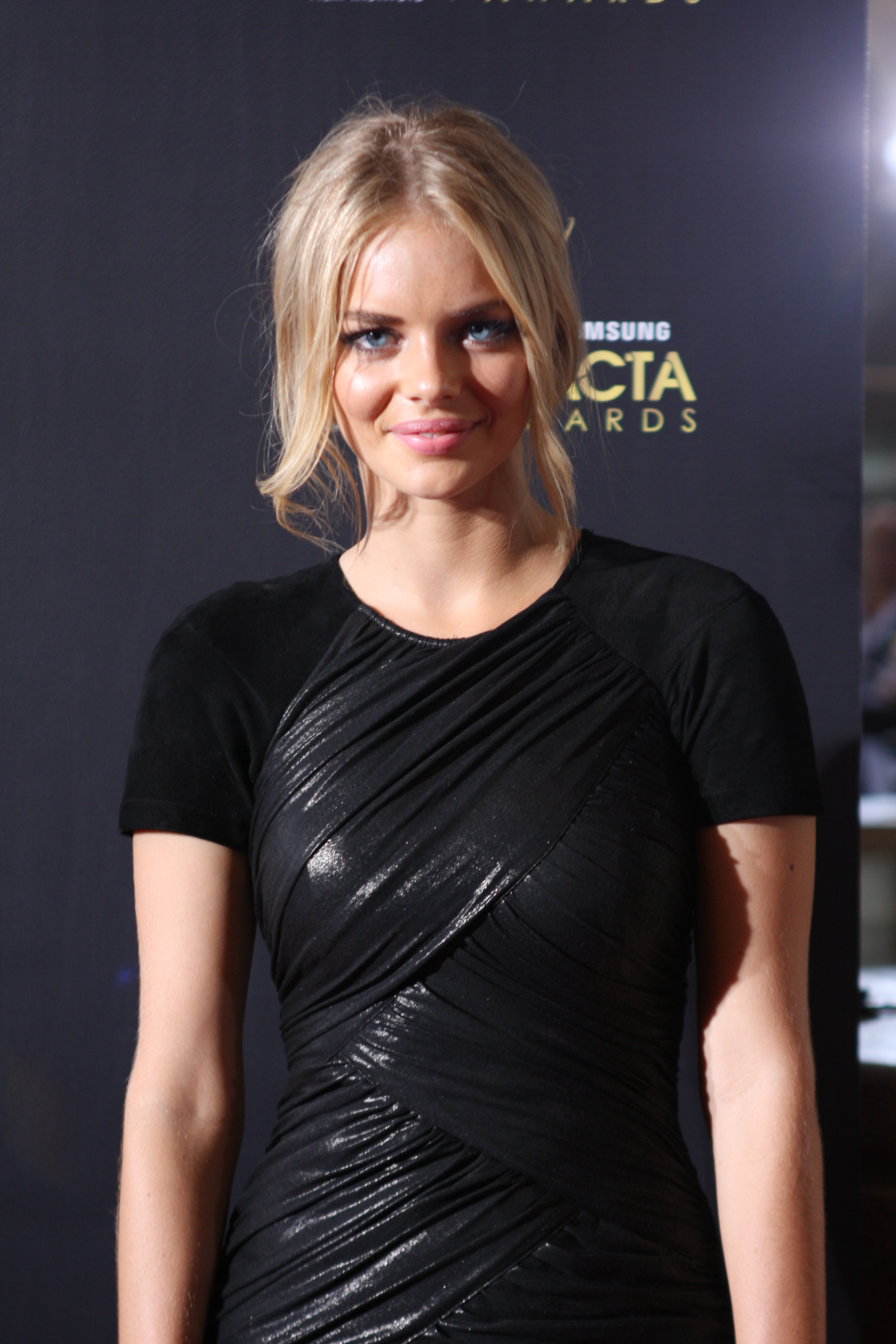
На церемонії нагородження AACTA Awards у 2012 році

Дебютувала на телебаченні в 2008 році в мильній опері «Як грім серед ясного неба». З 2009 по 2013 рік знімалася в телесеріалі «Додому та в дорогу», де грала роль Інді Вокер. За цю роль була номінована на премію AACTA в категорії «Найкраща жіноча роль» у 2012 році.
У 2012 році Вівінг почала позувати для австралійського бренду нижньої білизни Bonds. 2013 року Вівінг знялася у кримінальному фільмі «Таємнича дорога» разом зі своїм дядьком Г'юго. У 2015 році отримала повторювану роль в телесеріалі «Еш проти зловісних мерців». У 2016 році знялася у фільмі «Автомонстри».
У 2017 році Вівінг та Стівен Йон виконали головні ролі в екшн-комедійному трилері «Бійня в офісі». Того ж року зіграла у кримінальній драмі «Три білборди за межами Еббінга, Міссурі» та комедійному слешері «Нянька».
З 2017 по 2019 рік вона грала Нельсон Роуз в серіалі «SMILF» на каналі Showtime. У 2018 році з'явився в міні-серіалі «Пікнік біля Висячої скелі» в ролі однієї з трьох учениць, які зникають під час шкільної екскурсії до Висячої скелі.
Далі Вівінг знялася в ролі Грейс у комедійному фільмі жахів «Гра в хованки» 2019 року, який став її першою головною роллю в кінотеатральному американському фільмі. Фільм та її образ отримали позитивні відгуки і сприяли її визнанню як королеву крику. Також у 2019 році вона знялася в екшн-комедії «Стволи Акімбо».
У 2020 році Самара зіграла головну роль у драматичному трилері «Момент істини», відтворила роль Бі у слешері «Нянька: Королева убивць» та з'явилася у науково-фантастичній комедії «Білл і Тед». Наступного року зіграла Скарлет у спін-оффі «Снейк Айз» та Джессіку в драматичному серіалі «Дев'ять ідеальних незнайомців» виробництва Hulu, заснованому на однойменному романі Ліяни Моріарті. Також у 2021 пройшла кастинг на роль у комедійному бойовику «Пробивний чувак», але покинула проєкт через конфлікт знімальних графіків, її замінила Джессіка Рот.
У 2022 році Вівінг знялася разом з Евхеніо Дербесом у романтичній комедії «Дублер», яка є ремейком однойменного французького фільму 2006 року. Крім того, у 2022 році вона зіграла у драматичному фільмі Дем'єна Шазелла «Вавилон», та приєдналася до акторського складу «Крику 6» (2023).

## Особисте життя
У 2019 році Вівінг одружилася з продюсером Джиммі Ворденом.

## Фільмографія

### Кінофільми
| Рік  |    | Українська назва                        | Оригінальна назва                         | Роль              |
| ---- | -- | --------------------------------------- | ----------------------------------------- | ----------------- |
| 2013 | ф  | Таємнича дорога                         | Mystery Road                              | Пеггі             |
| 2016 | ф  |                                         | Bad Girl                                  | Хлої              |
| 2016 | ф  | Автомонстри                             | Monster Trucks                            | Бріана            |
| 2017 | ф  | Бійня в офісі                           | Mayhem                                    | Мелані Крос       |
| 2017 | ф  | Три білборди за межами Еббінга, Міссурі | Three Billboards Outside Ebbing, Missouri | Пенелопа          |
| 2017 | ф  | Нянька                                  | The Babysitter                            | Бі                |
| 2019 | ф  | Гра в хованки                           | Ready or Not                              | Грейс             |
| 2019 | ф  | Стволи Акімбо                           | Guns Akimbo                               | Нікс              |
| 2020 | ф  | Момент істини                           | Last Moment of Clarity                    | Джорджія          |
| 2020 | мф | 100% Вовк                               | 100% Wolf                                 | Бетті (озвучення) |
| 2020 | ф  | Білл і Тед                              | Bill & Ted Face the Music                 | Теа Престон       |
| 2020 | ф  | Нянька: Королева убивць                 | The Babysitter: Killer Queen              | Бі                |
| 2021 | ф  | Снейк Айз                               | Snake Eyes                                | Скарлет           |
| 2022 | ф  | Дублер                                  | The Valet                                 | Олівія            |
| 2022 | ф  |                                         | Chevalier                                 | Марі-Жозефіна     |
| 2022 | ф  | Вавилон                                 | Babylon                                   | Коллін Мур        |
| 2023 | ф  | Крик 6                                  | Scream 6                                  | Лора Крейн        |
| 2024 | ф  | Азраїл: Світ тиші                       | Azrael                                    | Азраїл            |
| 2024 | мф | 200% Вовк                               | 200% Wolf                                 | Бетті (озвучення) |
| 2025 | ф  | Фанатик                                 | Borderline                                | Софія             |
| 2025 | ф  | Ені-Бені                                | Eenie Meanie                              | Еді               |
| 2026 | ф  | Гра в хованки 2                         | Ready or Not: Here I Come                 | Грейс             |

### Телебачення
| Рік       |   | Українська назва              | Оригінальна назва      | Роль                          |
| --------- | - | ----------------------------- | ---------------------- | ----------------------------- |
| 2008      | с | Як грім серед ясного неба     | Out of the Blue        | Кірстен Малруні (48 епізодів) |
| 2009—2013 | с | Додому і в дорогу             | Home and Away          | Інді Вокер (336 епізоди)      |
| 2015      | с |                               | Squirrel Boys          | Келлі (3 епізоди)             |
| 2015—2016 | с | Еш проти зловісних мерців     | Ash vs Evil Dead       | Хізер (3 епізоди)             |
| 2017—2019 | с | SMILF                         | SMILF                  | Нельсон Роуз (18 епізодів)    |
| 2018      | с | Пікнік біля Висячої скелі     | Picnic at Hanging Rock | Ірма Леопольд (6 епізодів)    |
| 2020      | с | Голлівуд                      | Hollywood              | Клер Вуд (7 епізодів)         |
| 2021      | с | Дев'ять ідеальних незнайомців | Nine Perfect Strangers | Джессіка (8 епізодів)         |

### Короткометражні фільми та відеокліпи
| Рік  |    | Українська назва | Оригінальна назва       | Роль    |
| ---- | -- | ---------------- | ----------------------- | ------- |
| 2009 | кф |                  | Sprung                  | Френ    |
| 2009 | кф |                  | Steps                   | дівчина |
| 2014 | кф |                  | Growing Young           | Мінкс   |
| 2017 | в  | (відеокліп)      | Чарлі Пут — "Attention" | акторка |
| 2018 | кф |                  | He Who Has It All       | Серена  |

## Нагороди та номінації
| Рік  | Нагорода                                       | Категорія                                         | Робота                                  | Результат | Дж.    |
| ---- | ---------------------------------------------- | ------------------------------------------------- | --------------------------------------- | --------- | ------ |
| 2011 | Cosmopolitan's Fun — Fearless Female Award     | Краща телеактриса                                 | Додому і в дорогу                       | Номінація | [ 46 ] |
| 2011 | Nickelodeon Australian Kids' Choice Awards     | Super Fresh Award                                 | Додому і в дорогу                       | Номінація | [ 47 ] |
| 2011 | AACTA Television Awards                        | Public voted awards — Краща актриса               | Додому і в дорогу                       | Номінація | [ 48 ] |
| 2013 | Equity Ensemble Awards                         | Кращий акторський ансамбль в драматичному серіалі | Додому і в дорогу                       | Номінація | [ 49 ] |
| 2017 | Awards Circuit Community Awards                | Кращий акторський ансамбль                        | Три білборди за межами Еббінга, Міссурі | Номінація |        |
| 2017 | Chicago Independent Film Critics Circle Awards | Кращий акторський ансамбль                        | Три білборди за межами Еббінга, Міссурі | Перемога  |        |
| 2018 | Gold Derby Awards                              | Кращий акторський ансамбль                        | Три білборди за межами Еббінга, Міссурі | Перемога  |        |
| 2018 | Online Film & Television Association Award     | Кращий акторський ансамбль                        | Три білборди за межами Еббінга, Міссурі | Перемога  |        |
| 2018 | Премія Гільдії кіноакторів                     | Кращий акторський ансамбль                        | Три білборди за межами Еббінга, Міссурі | Перемога  |        |
| 2018 | Кінокритики Австралії                          | Краща актриса                                     | Bad Girl                                | Номінація |        |